# 山根八春
山根八春（やまね やつはる、1886年 - 1973年）は、日本の彫刻家。島根県松江市出身。八春は「はっしゅん」とも読む。
帝国美術院展覧会（帝展）審査員。
生長の家の徽章、一畑薬師寺の内陣の欄間・木彫十三面花鳥額を制作。
故郷にある松江市立古江小学校の校庭に建つ忠魂碑にも八春作のレリーフが刻まれている。